# Crithote
Crithote is een geslacht van vlinders van de familie spinneruilen (Erebidae), uit de onderfamilie Calpinae.

## Soorten
- C. horridipes Walker, 1864
- C. pannicula Swinhoe, 1904
- C. prominens Leech, 1900